# Anomalocaris
Genre
Espèces de rang inférieur
- † Anomalocaris saron
- † Anomalocaris canadensis
- † Anomalocaris briggsi
- † Anomalocaris lineata

Anomalocaris (littéralement « étrange crevette ») est un genre éteint d'arthropodes de la famille des Anomalocarididae. Le genre est présent dans le registre fossile de l’ère Paléozoïque, durant le Cambrien moyen, il y a environ 505 Ma.
Anomalocaris est le premier prédateur connu de l'histoire du vivant, et aussi le premier à disposer d'organes visuels complets.

## Évolution et morphologie
Le bond évolutif de l’Explosion cambrienne a doté Anomalocaris des premiers organes visuels de grande taille : des yeux composés. Dotés de 16 000 facettes, longs de deux à trois centimètres, les yeux composés de l'anomalocaris sont remarquables pour leur grande taille.
Le corps long et étroit, recouvert d'un exosquelette sans minéraux, mais avec certains sclérites (tels que ceux des appendices et des tissus de la bouche), est doté d'une bouche avec des dents, de pattes flexibles, de 28 nageoires latérales réparties par paires et d'une longue queue en V constituée de trois paires de lobes en position dorsolatérale, assurant probablement à l'animal une propulsion rapide dans l'eau.
| Reconstruction d’Anomalocaris, selon Allison C. Daley et Gregory D. Edgecombe (2014). | Taille d'Anomalocaris par comparaison avec un humain. |

## Fossiles
Des restes d’Anomalocaris ont été découverts dans les schistes de Burgess (Faune de Burgess, Colombie-Britannique) au Canada ; dans les schistes de Maotianshan et la Formation de Kaili, en Chine ; dans les schistes d'Emu Bay, en Australie ; ainsi que dans les schistes de Spence et de Wheeler, aux États-Unis,,,.
| Bouche et appendices préhensiles d’Anomalocaris. Maquette de reconstitution. | Appendice préhensile antérieur d’Anomalocaris, initialement interprété comme l'abdomen d'une crevette. | Fossile d’Anomalocaris en entier. |

## Historique et étymologie
Les premiers fossiles découverts en 1886 et décrits en 1892 par J. F. Whiteaves furent classés dans des catégories différentes en raison de leur dispersion sur le site canadien : la bouche fut interprétée comme le corps d’une méduse et l’un des appendices préhensiles antérieurs comme un abdomen de crevette (d’où la dénomination Anomalocaris, « crevette étrange », caris signifiant crevette en grec). Les sclérites tégumentaires du corps furent pris pour ceux d’un concombre de mer. Rangés séparément en collection, ces fossiles y restèrent des décennies avant que Harry Whittington et Derek Briggs découvrent qu’ils étaient les organes d’un même animal de grande taille dans les années 1980,. Depuis, des fossiles d’Anomalocaris plus complets et en connexion ont été découverts.
Le genre comptait des espèces pouvant atteindre un mètre de longueur, mais un genre voisin, les hurdidés de l’Ordovicien inférieur de la formation des argiles de Fezouata au Maroc, atteignaient deux mètres. Les anomalocaridés ont pu être soit prédateurs, soit charognards, soit omnivores. Dans le premier cas, cela ferait d'eux le premier gros prédateur de l'histoire car ils pouvaient atteindre près d'un mètre de longueur.

## Dans la culture populaire

### Documentaires
Dans la série Sur la terre des géants de la BBC (reconvertie en un téléfilm documentaire), la première partie présente des Anomalocaris et leur particularités évolutives, un combat entre deux individus est montré.
Dans la première partie du documentaire Voyage aux origines de la Terre de Yavar Abbas (2010), un Anomalocaris est vu en train de chasser des trilobites.

### Jeux vidéos
Dans l'univers Pokémon, Anorith et Armaldo sont inspirés de cette créature.
Dans le jeu Endless Ocean 2 (2009), les protagonistes peuvent débloquer la possibilité de voir cette créature après avoir terminé la sous-quête « Système Solaire », la troisième sous-quête de la quête « Voix du ciel nocturne ». Une voix dira d'aller dans la galerie sous-marine du château de Valka avec G.G, l'anomalocaris pourra dès lors être vu à travers les vitres aux emplacements B-2 et C-2. Dans le premier jeu, Endless Ocean (2007), l'Anomalocaris était déjà évoqué en tant que fossile en objets récupérables
L'Anomalocaris est présent dans l'application sur mobile « Jurassic Park Builder ».
L'Anomalocaris est présent dans le jeu Etrian Odyssey (2007).
L'Anomalocaris est présent dans le jeu Abzû (2016).
Un Anomalocaris est le boss final du jeu vidéo Dave the Diver (2023). 
L'Anomalocaris est l'un des animaux à pêcher dans le jeu vidéo Webfishing (2024).
L’Anomalocaris est présente en tant que fossile dans le jeu Donkey Kong : Bananza (2025).

### Fiction
L'Anomalocaris apparait dans l'anime Platinum End (2021). 
L'Anomalocaris apparait dans le troisième générique de L'Attaque des Titans.

## Éponymie
L'astéroïde (8564) Anomalocaris est nommé d'après Anomalocaris canadensis.

### Filmographie
- Voyage aux Origines de la Terre, Yavar Abbas, 2010.
- Sur la terre des géants, BBC, 2005.
- La Planète Miracle 2,  De Drôles de bestioles, NHK - Télé image, 1995.